# Szotírisz Vorjiász
Szotírisz Vorjiász (görögül: Σωτήρης Βοργιάς) (?, 1953. szeptember 4. –) görög nemzetközi labdarúgó-játékvezető.

## Pályafutása

### Nemzetközi játékvezetés
A Görög labdarúgó-szövetség Játékvezető Bizottsága (JB) 1995-ben terjesztette fel nemzetközi játékvezetőnek, a Nemzetközi Labdarúgó-szövetség (FIFA) bíróinak keretébe. Több nemzetek közötti válogatott és klubmérkőzést vezetett. A görög nemzetközi játékvezetők rangsorában, a világbajnokság-Európa-bajnokság sorrendjében többedmagával a 11. helyet foglalja el 2 találkozó szolgálatával. Az aktív nemzetközi játékvezetéstől 1999-ben a FIFA 45 éves korhatárát elérve búcsúzott. Válogatott mérkőzéseinek száma: 4.

#### Világbajnokság
A világbajnoki döntőhöz vezető úton Franciaországba a XVI., az 1998-as labdarúgó-világbajnokságra a FIFA JB bíróként alkalmazta.
| Időpont            | Helyszín              | Mérkőzés típusa           | Mérkőzés              | Eredmény | Nézők száma |
| ------------------ | --------------------- | ------------------------- | --------------------- | -------- | ----------- |
| 1996. november 10. | GKS Stadion, Katowice | előselejtező (2. csoport) | Lengyelország–Moldova | 2 : 1    | 8 000       |

#### Európa-bajnokság
Az európai-labdarúgó torna döntőjéhez vezető úton Belgiumba és Hollandiába a XI., a 2000-es labdarúgó-Európa-bajnokságra az UEFA JB játékvezetőként foglalkoztatta.
| Időpont           | Helyszín                         | Mérkőzés típusa           | Mérkőzés         | Eredmény | Nézők száma |
| ----------------- | -------------------------------- | ------------------------- | ---------------- | -------- | ----------- |
| 1998. október 14. | Josy Barthel Stadion, Luxembourg | előselejtező (5. csoport) | Luxemburg–Anglia | 0 : 3    | 8 054       |

#### Nemzetközi kupamérkőzések

##### UEFA-kupa
| Időpont           | Helyszín             | Mérkőzés típusa                    | Mérkőzés                | Eredmény |
| ----------------- | -------------------- | ---------------------------------- | ----------------------- | -------- |
| 1967. október 28. | Megyeri út, Budapest | második selejtezőkör (1. mérkőzés) | Újpesti Dózsa–Aarhus GF | 0 : 0    |